# سایروس مک‌کورمیک
سایروس هول مک‌کورمیکِ مهتر (به انگلیسی: Cyrus Hall McCormick, Sr.) (زادهٔ ۱۵ فوریه ۱۸۰۹- مرگ ۱۳ مه ۱۸۸۴) مخترع آمریکایی و بنیادگذار شرکت ماشین دروگر مک‌کورمیک بود.

## کارنامه
پدر مک‌کورمیک با دروگری که به اسب بسته‌می‌شد کار کرده‌بود. هنگامی که سایروس به ۲۱ سالگی می‌رسد پدرش وظیفهٔ دروگری را بدو می‌سپارد. مک‌کورمیک هم با دروگری که خود ساخته بود در ۱۸ ماه کار درو را به پایان می‌رساند و آنگاه که دروگرش از آزمون سربلند بیرون می‌آید در سال ۱۸۳۴ امتیاز آن را به نام خود ثبت می‌کند.
در ۱۸۳۹ از ویرجینیا به همراه برادرش به شیکاگو، ایلینوی می‌کوچد و کارخانهٔ ساخت ابزار کشاورزی را پایه‌می‌نهد. به زودی ماشین درو مک‌کورمیک فروش بسیاری می‌یابد و جایزه‌ها و نشان‌های چندی را نیز برای مخترعش به پیشکش می‌آورد از آن جمله انتخابش به‌عنوان عضو ناظر آکادمی علوم فرانسه یکی از این کامیابی‌ها بود. در ۱۸۵۱ ماشین او در نمایشگاه کریستال پالاس لندن نشان زرین دریافت داشت. همچنین تندیس مک‌کورمیک را در محوطهٔ جلویی دانشگاه واشینگتن و لی در ویرجینیا ساخته‌اند.